# Daniel Proust
Daniel Proust (* 3. November 1943 in Suresnes) ist ein ehemaliger französischer Radrennfahrer und nationaler Meister im Radsport.

## Sportliche Laufbahn
Proust war im Straßenradsport aktiv. Als Amateur startete er für den Athletic Club de Boulogne-Billancourt. 1967 gewann er die nationale Meisterschaft im Mannschaftszeitfahren mit Robert Bouloux, Yves Ravaleu, Michel Drenne und Jean-Jacques Cornet. 1968 verteidigte er den Titel mit Bernard Thévenet, Gérard Briend und Robert Bouloux.  
Proust gewann die Eintagesrennen Paris–Ézy und Paris–Vailly 1969. 1969 wurde er mit der „Mérite Veldor“ geehrt, einer Auszeichnung für den besten französischen Amateur des Jahres.
Von 1970 bis 1972 startete Proust als Berufsfahrer. Er gewann 1971 das Etappenrennen Tour d’Indre-et-Loire mit einem Etappensieg.